# Стадіон імені Едуарда Стрельцова
Спортивний комплекс імені Едуарда Анатолійовича Стрельцова (рос. Спортивный комплекс имени Эдуарда Анатольевича Стрельцова) — багатопрофільний спортивний комплекс, розташований у Москві. Є домашньою ареною московського «Торпедо».

## Історія
Стадіон побудований 1959 року і відкритий 7 вересня 1960 року під назвою «Торпедо» і був тренувальною базою однойменного футбольного клубу. Перший матч на стадіоні відбувся 15 квітня 1977 року у рамках чемпіонату СРСР «Торпедо» — «Чорноморець». В той же час стадіон було реконструйовано, зокрема місткість була збільшена до 16 тис. місць.
21 липня 1997 року стадіону «Торпедо» присвоєно ім'я легендарного торпедовця Едуарда Стрельцова. Біля головного входу на територію спортивного комплексу знаменитому радянському нападаючому був відкритий пам'ятник, виконаний скульптором Олександром Тарасенко.
З 1997 по 2010 рік стадіон був домашньою ареною ФК «Москва», після чого знову був орендований «Торпедо».